# Kiribati nos Jogos Olímpicos de Verão de 2016
O Kiribati, representado pelo Comitê Olímpico do Kiribati, competirá dos Jogos Olímpicos de Verão de 2016 no Rio de Janeiro. Participará com 3 atletas em 2 desportos, o halterofilismo e o atletismo.
Legenda
| Recorde mundial      | Recorde mundial (World record)               |                       | Recorde africano                      | Recorde africano (African) |                                           | Q | Classificado por posição (Qualified) |
| Recorde olímpico     | Recorde olímpico (Olympic record)            | Recorde da América    | Recorde da América (Americas)         | q                          | Classificado por melhor tempo (Qualified) |   |                                      |
| Melhor marca do ano  | Melhor marca do ano (World leading)          | Recorde asiático      | Recorde asiático (Asian)              | DNS                        | Não largou (Did not start)                |   |                                      |
| Recorde nacional     | Recorde nacional (National record)           | Recorde europeu       | Recorde europeu (European)            | DNF                        | Não terminou (Did not finish)             |   |                                      |
| Recorde pessoal      | Recorde pessoal do atleta (Personal best)    | Recorde da Oceania    | Recorde da Oceania (Oceania)          | DSQ / DQ                   | Desclassificado (Disqualified)            |   |                                      |
| Recorde da temporada | Recorde da temporada do atleta (Season best) | Recorde sul-americano | Recorde sul-americano (South America) | NM                         | Sem marca (No mark)                       |   |                                      |

## Atletismo
| Atleta            | Evento           | Fase preliminar | Fase preliminar | Quartas de final | Quartas de final | Semifinal   | Semifinal   | Final       | Final       |
| Atleta            | Evento           | Tempo           | Posição         | Tempo            | Posição          | Tempo       | Posição     | Tempo       | Posição     |
| ----------------- | ---------------- | --------------- | --------------- | ---------------- | ---------------- | ----------- | ----------- | ----------- | ----------- |
| John Ruuka        | Masculino - 100m | 11.65           | 6               | Não avançou      | Não avançou      | Não avançou | Não avançou | Não avançou | Não avançou |
| Karitaake Tewaaki | Feminino - 100m  | 14.70           | 8               | Não avançou      | Não avançou      | Não avançou | Não avançou | Não avançou | Não avançou |

## Halterofilismo
| Atleta         | Evento             | Snatch    | Snatch  | Clean & Jerk | Clean & Jerk | Total | Rank |
| Atleta         | Evento             | Resultado | Posição | Resultado    | Posição      | Total | Rank |
| -------------- | ------------------ | --------- | ------- | ------------ | ------------ | ----- | ---- |
| David Katoatau | Masculino − 105 kg | 145       | 17      | 204          | 12           | 349   | 14   |